# Carles Manuel II de Savoia
Carles Manuel II de Savoia (Torí, Savoia 1634 - íd. 1675) fou el duc de Savoia entre 1638 i 1675, si bé patí la regència de la seva mare durant els primers anys del seu mandat.

## Orígens familiars
Va néixer el 20 de juny de 1634 a la ciutat de Torí sent el tercer fill del duc Víctor Amadeu I de Savoia i la seva esposa Maria Cristina de França. Fou net per línia paterna de Carles Manuel I de Savoia i Caterina Micaela d'Espanya, i per línia materna del rei Enric IV de França i Maria de Mèdici. Fou el germà del també duc Francesc Jacint de Savoia.
Morí el 12 de juny de 1675 a la residència ducal de la ciutat de Torí.

## Ascens al tron ducal
El 1637 a la mort del seu pare el seu germà de 5 anys, Francesc Jacint de Savoia, fou nomenat duc de Savoia sota la regència de la seva mare Maria Cristina de França. El 1638, a la prematura mort de Francesc Jacint, Carles Manuel fou nomenat duc de Savoia a l'edat de 4 anys, tenint la regència de la seva mare. Aquesta fins i tot continuà amb la seva regència un cop assolida la majoria d'edat de Carles Manuel, el qual refusà participar de manera activa en assumptes d'estat.
A la mort de la seva mare, ocorreguda el desembre de 1663, assumí plenament el poder. No va tenir, però, èxit a l'obtenir un pas al mar en detriment de la República de Gènova el 1673, i va tenir problemes per mantenir l'estreta relació i influència del Regne de França sobre el ducat, regne encapçalat pel cosí de Carles Manuel II Lluís XIV de França. Carles Manuel va millorar, però, el comerç desenvolupant el port de Niça i establint un camí estable a través dels Alps fins a França. També va reforçar l'exèrcit, compost inicialment per mercenaris.

## Núpcies i descendents
Es casà "per poders" el 4 de març de 1663 al Palau del Louvre amb Francesca Magdalena d'Orleans, filla de Gastó d'Orleans i Margarida de Lorena, i neboda del rei Lluís XIII de França. D'aquesta unió no tingueren fills.
Es casà, en segones núpcies, el 20 de maig de 1665 a la ciutat de Torí amb la comtessa Maria Joana de Savoia-Nemours, filla de Carles Amadeu de Savoia-Nemours i Elisabet de Borbó-Vendôme. D'aquesta unió nasqué:
- Víctor Amadeu II de Savoia (1666-1732), duc de Savoia, rei de Sicília (1713-1720) i posteriorment rei de Sardenya (1720-1732)